# Cârjelari
Cârjelari – wieś w Rumunii, w okręgu Tulcza, w gminie Dorobanțu. W 2011 roku liczyła 457 mieszkańców.